# Rubjerg Sogn
Rubjerg Sogn er et sogn i Hjørring Søndre Provsti (Aalborg Stift).
I 1800-tallet var Mårup Sogn anneks til Rubjerg Sogn. Begge sogne hørte til Vennebjerg Herred i Hjørring Amt. Rubjerg-Mårup sognekommune blev ved kommunalreformen i 1970 delt, så Mårup blev indlemmet i Hjørring Kommune og Rubjerg blev indlemmet i Løkken-Vrå Kommune, som ved strukturreformen i 2007 også indgik i Hjørring Kommune. 
I Rubjerg Sogn ligger Rubjerg Kirke.
I sognet findes følgende autoriserede stednavne:
- Alstrup (bebyggelse)
- Nørre Rubjerg (bebyggelse)
- Rubjerg (ejerlav)
- Rubjerg Knude (areal)
- Sønder Rubjerg (bebyggelse)
- Ulstrup (bebyggelse, ejerlav)